# ステューレポルス

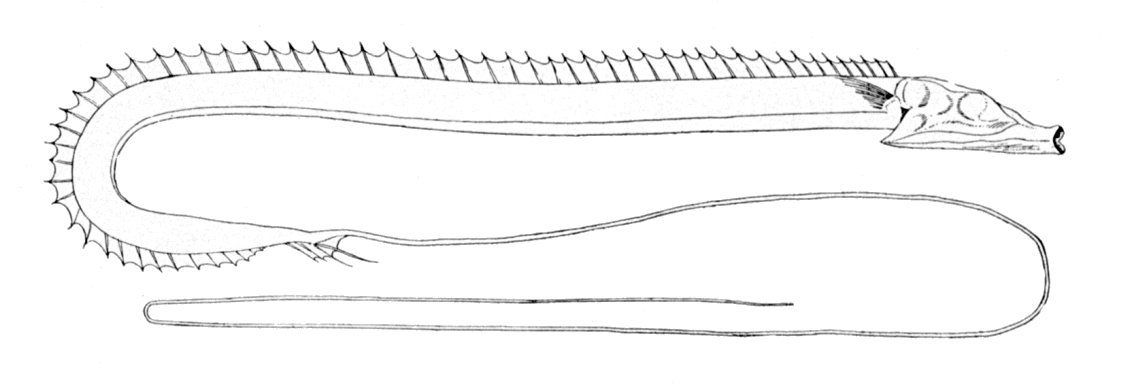
骨格

ステューレポルス（Stylephorus chordatus）は、側棘鰭上目に属する魚類の一種である。「ステューレフォールス」「スタイルフォルス」とも呼ばれる事もある。

## 特徴
体型は細身で、アカマンボウ目のリュウグウノツカイやフリソデウオに似る。しかしそれらの魚が体長2m以上になるのに対し、本種は30cm程度の大きさにしかならない。尾鰭の下部分から二対の鰭が更に伸びており、これらは体長以上の長さとなる。背鰭も前方部分が非常に長くなり、体長ほどにもなる。この鰭の長さが邪魔するのか、遊泳力があまりない。
特徴的なのは口の部分で、この口部分は普段は折りたたまれておちょぼ口のように見えるが、獲物であるプランクトンや浮遊性の小型甲殻類を見つけると、この口を一気に展開して伸ばす。展開時の容積は縮んでいる時のおよそ38倍に達する。
こうして伸ばした口で深海の中層部分を浮遊し、立ち泳ぎしながら、自分の上にいる獲物を探す。目はボウエンギョ科のように前方へ付きだしているような容貌である。この目で獲物を探す。臀鰭は短く、腹鰭の鰭条は1本のみ。浮き袋は持たない。

## 生態
深海の中層部分を立ち泳ぎして漂いながら暮らしているといわれる。リュウグウノツカイやフリソデウオ科の魚類によく似ている生態だが、分子系統解析では、アカマンボウ目の魚類では無くタラ目に近いという報告もある。
太平洋の深海に分布しているが、日本近海には生息していない。本種も滅多に獲れない為に、謎に包まれている部分が多い。